# James L. Gould
James Leroy Gould (* 31. Juli 1945) ist ein US-amerikanischer Ethologe, Evolutionsbiologe und Autor populärwissenschaftlicher Werke.

## Werdegang
Gould studierte am California Institute of Technology, dort erlangte er 1970 den Abschluss als Bachelor of Science. Während des Studiums war er 1967 zum US Army Signal Corps eingezogen worden und bis 1968 in Deutschland stationiert. Dort las er King Solomon’s Ring (dt.: Er redete mit dem Vieh, den Vögeln und den Fischen, 1949) von Konrad Lorenz, was seinen weiteren wissenschaftlichen Werdegang beeinflusste. Nach seiner Rückkehr an die Hochschule konnte Seymour Benzer ihn für die Verhaltensforschung begeistern. Er setzte sein Studium an der Rockefeller University fort, dort wurde er 1975 zum Ph.D. promoviert. Seine Dissertationsschrift trug den Titel Honey bee communication: the dance-language controversy. Seitdem hatte er an der Princeton University eine Professur für Ökologie und Evolutionsbiologie inne.
Bekannt wurde Gould jedoch für ein Experiment, das er während seines Studiums am California Institute of Technology ausführte und für das er 1970 den Green Memorial Award Forschungspreis der Hochschule erhielt. Damit konnte er beweisen, dass Honigbienen über den Tanz ihren Artgenossen mitteilen, wo Futter zu finden ist. Neben mehreren Lehrbüchern veröffentlichte Gould zusammen mit seiner Ehefrau Carol G. Gould das Buch The Honey Bee.

## Veröffentlichungen (Auswahl)
- Zusammen mit Carol G. Gould: The Honey Bee. Freeman, New York 1988, ISBN 978-0-71676010-8.